# Fouad Ajami
Fouad Ajami né le 9 septembre 1945 à Arnoun (Liban) et mort le 22 juin 2014 dans le Maine, était directeur du programme d'études sur le Moyen-Orient à l'université Johns-Hopkins de Baltimore (États-Unis).
Il était un contributeur régulier du magazine Foreign Affairs. Il a été partisan de la guerre en Irak et appartient à un courant de pensée aux États-Unis pour lequel les réformes nécessaires au Moyen-Orient ne seront possibles que si les États-Unis usent de leur poids sur les régimes en place.